# برف آوریل
برف آوریل (انگلیسی: April Snow؛ کره‌ای: 외출) فیلم درام عاشقانه محصول سال ۲۰۰۵ کره جنوبی به نویسندگی مشترک و کارگردانی هور جین هو و با بازی به یونگ جون و سون یه جین است.

## بازیگران
- به یونگ جون در نقش این سو
- سون یه جین در نقش سو یونگ
- ایم سانگ هیو در نقش کانگ سوجین
- کیم کوانگ ایل در نقش کوانگ ایل
- جون گوک هوان در نقش پدر سو جین
- یو سونگ موک در نقش پزشک
- کیم سه دونگ در نقش کارمند شرکت بیمه
- چون ده بیونگ در نقش پلیس
- ریو سونگ سو در نقش یون کیونگ هو
- لی یونگ هی در نقش مادر کیونگ هو

## تولید
فیلم‌برداری در ۴ فوریه ۲۰۰۵ در سام‌چوک، استان گانگ‌وون آغاز شد و در ۱۸ ژوئن ۲۰۰۵ در گوانگجو، استان گیونگ‌گی به پایان رسید.